# 比洛霍羅德卡 (羅夫諾州)
50°18′22″N 25°32′21″E / 50.30611°N 25.53917°E
比洛霍羅德卡（羅馬化：Bilohorodka）是烏克蘭西部羅夫諾州杜布諾區的村落，面積0.23平方公里，海拔高度228米，2001年人口499，人口密度每平方公里2,141.6人。